# Lomelosia lycia
Lomelosia lycia är en tvåhjärtbladig växtart som först beskrevs av Otto Stapf, och fick sitt nu gällande namn av W. Greuter och Burdet. Lomelosia lycia ingår i släktet Lomelosia och familjen Dipsacaceae. Inga underarter finns listade i Catalogue of Life.